# Axioma de regularidad
En teoría de conjuntos, el axioma de regularidad o axioma de fundación es un axioma que postula que ciertos conjuntos «patológicos», como por ejemplo un conjunto que se contenga a sí mismo como elemento, no pueden existir. Fue propuesto por Von Neumann y Zermelo entre 1925 y 1930.

## Enunciado
La manera en la que se enuncia el axioma de regularidad es asegurando que cada conjunto posee un elemento que es disjunto con él:
| Axioma de regularidad {\displaystyle \forall A\neq \varnothing \,,\,\exists B\in A:A\cap B=\varnothing } |

Una manera equivalente de enunciar el axioma de regularidad es afirmando que todos los conjuntos son regulares, es decir, que la relación de pertenencia ∈ vista como un orden parcial tiene un elemento mínimo en todos los conjuntos. En particular, esto prohíbe la existencia de una sucesión infinita de conjuntos de la forma x1 ∋ x2 ∋ x3 ∋ ... De este modo, es sencillo entender que el axioma de regularidad prohíbe la existencia de conjuntos «patológicos» —no regulares— como por ejemplo:
- Un conjunto que sea su único elemento, . Se tendría entonces que x ∋ x ∋ ...
- Una pareja de conjuntos y y z tales que y = {z}, z = {y}. Se cumpliría y ∋ z ∋ y ∋ ...

### Rango
Una de las consecuencias más importantes del axioma de regularidad es la clasificación de todos los conjuntos por «etapas», construidas a partir del conjunto vacío mediante la reiterada aplicación de la potenciación de conjuntos. Se define para cada ordinal, según sea 0, un ordinal sucesor o un ordinal límite:
| {\displaystyle R_{0}=\varnothing {\text{ , }}R_{\alpha +1}={\mathcal {P}}(R_{\alpha }){\text{ , }}R_{\lambda }=\bigcup _{\alpha <\lambda }R_{\alpha }{\text{ ,}}} |

Se tiene entonces el siguiente teorema:
| Todo conjunto regular está en algún Rα. |

Por esto, el axioma de regularidad se denota usualmente como «V = R», es decir, la clase universal (de la totalidad de conjuntos) y la clase R de los conjuntos regulares (la unión de todos los Rα) son idénticas. Puede clasificarse entonces cada conjunto regular en algún Rα:
| El rango de un conjunto regular x es el mínimo ordinal α tal que x ∈ Rα+1. |

## Consistencia relativa
El axioma de regularidad (V = R) es totalmente independiente del resto de axiomas de ZF y NBG. La clase R de los conjuntos regulares es un modelo del resto de axiomas de ZF, luego de estos no puede probarse la existencia de un conjunto no regular, y asumir V = R es consistente. De modo similar, puede construirse un modelo del resto de ZF en el que aparezcan conjuntos del tipo , luego es imposible probar la regularidad de todos los conjuntos, y asumir V ≠ R también es consistente.